# Javier Hermida
Francisco Javier Hermida Freijomil (Ferrol, 8 de abril de 1968) es un deportista español que compitió en vela en las clases Star y Soling.
Ganó una medalla de plata en el Campeonato Mundial de Soling de 1997 y una medalla de plata en el Campeonato Europeo de Star de 1993. Participó en los Juegos Olímpicos de Atlanta 1996, ocupando el séptimo lugar en la clase Star (junto con José Luis Doreste).

## Palmarés internacional
| Campeonato Europeo | Campeonato Europeo    | Campeonato Europeo | Campeonato Europeo |
| Año                | Lugar                 | Medalla            | Clase              |
| ------------------ | --------------------- | ------------------ | ------------------ |
| 1993               | Skødstrup (Dinamarca) | Medalla de plata   | Star               |

| Campeonato Mundial | Campeonato Mundial   | Campeonato Mundial | Campeonato Mundial |
| Año                | Lugar                | Medalla            | Clase              |
| ------------------ | -------------------- | ------------------ | ------------------ |
| 1997               | Rungsted (Dinamarca) | Medalla de plata   | Soling             |